# جو رايت
جو رايت (بالإنجليزية: Joe Wright ) مواليد 25 أغسطس 1972. مخرج سينمائي بريطاني، اُشتهر بعدد من أفلامه مثل كبرياء وتحامل وآنا كارنينا.

## قائمة أعماله
| السنة | العنوان                               | ملاحظات |
| ----- | ------------------------------------- | --- |
| 1997  | Crocodile Snap                        | |
| 1998  | The End                               | |
| 2000  | Nature Boy                            | TV |
| 2001  | Bob & Rose                            | TV |
| 2002  | Bodily Harm                           | TV |
| 2003  | Charles II: The Power and The Passion | TV |
| 2005  | كبرياء وتحامل                         | جائزة البافتا- للوافد الواعد. جائزة جمعية بوسطن لنقاد السينما لأفضل مخرج جديد. ترشح- جائزة جمعية شيكاغو لنقاد السينما للمخرج السينمائي الواعد. ترشح- جائزة الإمبراطورية لأفضل مخرج. ترشح- جائزة جمعية دائرة لندن لنقاد السينما للوافد الجديد.                                                          |
| 2007  | تكفير                                 | ترشح- جائزة البافتا لأفضل مخرج. ترشح - جائزة جمعية نقاد البث السينمائي لأفضل مخرج. ترشح - جائزة الجولدن جلوب لأفضل مخرج. ترشح - جائزة جمعية دائرة لندن لنقاد السينما لأفضل مخرج. ترشح - جائزة جمعية الجنوب الشرقي لنقاد السينما لأفضل مخرج. ترشح - جائزة جمعية واشنطن العاصمة لنقاد السينما لأفضل مخرج |
| 2009  | العازف المنفرد                        | |
| 2011  | هانا                                  | |
| 2012  | آنا كارنينا                           | |
| 2015  | Pan                                   | Upcoming film |

## وصلات خارجية
- جو رايت على موقع IMDb (الإنجليزية)
- جو رايت على موقع مونزينجر (الألمانية)
- جو رايت على موقع قاعدة بيانات الأفلام العربية
- جو رايت على موقع ألو سيني (الفرنسية)
- جو رايت على موقع ميوزك برينز (الإنجليزية)
- جو رايت على موقع أول موفي (الإنجليزية)
- جو رايت على موقع بوكس أوفيس موجو (الإنجليزية)
- جو رايت على موقع قاعدة بيانات الأفلام السويدية (السويدية)
- جو رايت على موقع قاعدة بيانات الفيلم (الإنجليزية)
- جو رايت على موقع كينوبويسك (الروسية)

- جو رايت في قاعدة بيانات السينما العالمية.